# وليم كامبل غولت
وليم كامبل غولت (بالإنجليزية: William Campbell Gault)‏ (9 مارس 1910، ميلواكي في الولايات المتحدة - 27 ديسمبر 1995، سانتا باربارا في الولايات المتحدة)؛ كاتب، كاتب للأطفال وروائي أمريكي.

## روابط خارجية
- وليم كامبل غولت على موقع IMDb (الإنجليزية)